# Pidbouj
Pidbouj (ukrainien : Підбуж) est une commune urbaine de l'oblast de Lviv, en Ukraine. Elle compte 3 362 habitants en 2021.